# Sítio Arqueológico Jabuticabeira II

## Sítio Arqueológico Jabuticabeira II
O Sítio Arqueológico Jabuticabeira II é um dos maiores e mais estudados sambaquis do Brasil, localizado no município de Jaguaruna, no litoral sul do estado de Santa Catarina. A estrutura possui cerca de 8,4 hectares e elevações que chegam a 10 metros de altura. Estudos multidisciplinares indicam que o local foi ocupado entre aproximadamente 3200 e 1500 anos antes do presente (cal BP) por sociedades pescadoras-coletoras altamente organizadas, que utilizaram o sítio como cemitério monumental e palco de rituais funerários. A riqueza estratigráfica, a diversidade dos vestígios e a qualidade da preservação tornam o Jabuticabeira II um dos principais referenciais da arqueologia funerária sul-americana.

## Origem do nome e descoberta
O nome “Jabuticabeira II” faz referência à fazenda onde o sítio foi encontrado, sendo o segundo sambaqui identificado naquela localidade. A descoberta do sítio se deu nos anos 1990, e as primeiras escavações sistemáticas foram conduzidas por equipes do Museu de Arqueologia e Etnologia da Universidade de São Paulo (MAE-USP) e da Universidade Federal de Santa Catarina (UFSC).

### O que é um sambaqui?
Sambaquis (do tupi tambá-ki ou “amontoado de conchas”) são construções pré-históricas compostas por sedimentos, conchas, areia, ossos e artefatos, que funcionavam como locais de habitação, descarte e/ou enterramento. No caso do Jabuticabeira II, o sambaqui tem características predominantemente funerárias, com enterramentos sucessivos cobertos por depósitos cuidadosamente organizados.

## Estrutura e organização do sítio
O Sítio Arqueológico Jabuticabeira II apresenta uma organização interna notável, evidenciada pela sua estratigrafia complexa e pela distribuição espacial planejada dos vestígios arqueológicos. De acordo com os estudos estratigráficos realizados na Trincheira 18, especialmente no Locus 1, o sambaqui é composto por camadas alternadas de função distinta, que revelam diferentes usos do espaço ao longo do tempo.
As camadas foram agrupadas, de modo analítico, em dois grandes conjuntos: Camadas de cobertura e Camadas funerárias.

### Camadas de cobertura
Essas camadas são caracterizadas por um sedimento predominantemente arenoso e mais claro, com baixa densidade de vestígios antracológicos, artefatos ou estruturas. As conchas aparecem majoritariamente fragmentadas e misturadas à areia, o que sugere processos naturais de sedimentação e possíveis períodos de desuso ou cobertura ritualizada após eventos funerários. Há poucas evidências de combustão e de deposição de alimentos, o que indica que essas camadas não representavam áreas de atividade cotidiana ou ritual intensa.
Do ponto de vista interpretativo, essas camadas funcionavam como um selo protetor dos rituais anteriores, indicando um possível respeito à área já utilizada para sepultamentos. A deposição deliberada de areia e conchas pode ter tido uma função simbólica — como a “fechadura” de um ciclo funerário — além de prática, protegendo os corpos enterrados.

### Camadas funerárias
As camadas funerárias são as mais ricas em termos de vestígios arqueológicos e concentram a maior parte dos carvões vegetais, restos faunísticos, fragmentos de cerâmica, ossos humanos, conchas queimadas, sementes e marcas de estacas. O sedimento escuro é resultado da alta concentração de matéria orgânica, em especial restos de fogueiras, ossos e carbono vegetal.
Os enterramentos são geralmente primários e ocorreram em covas escavadas dentro do próprio sambaqui. A deposição dos corpos é acompanhada por estruturas interpretadas como fogueiras (ou fornos abertos), o que sugere ações de combustão ritual antes ou durante o sepultamento. Os estudos também indicam a presença de sinais estruturais, como estacas cravadas no solo (algumas posteriormente carbonizadas), que podem ter servido para fixar coberturas, delimitar áreas ou sinalizar a presença de túmulos.
Em algumas camadas funerárias foram encontrados verdadeiros “pacotes rituais”, com carvão vegetal agrupado, coquinhos queimados e conchas de grande porte, possivelmente formando ofertas associadas aos corpos.

## Construção em episódios sucessivos
Segundo a interpretação dos pesquisadores, o sambaqui foi construído em episódios sucessivos, com momentos intensos de uso (funerais e deposições rituais) intercalados por fases de cobertura e proteção (camadas de areia e conchas). Esse modelo de formação aponta para um processo de construção social e simbólica contínua, refletindo um sistema coletivo de organização e transmissão de memória.
A repetição estratigráfica dessas fases é considerada evidência de um planejamento ritual, e não de ocupações esporádicas ou aleatórias. Isso coloca Jabuticabeira II como um monumento construído de forma intencional, usado por diversas gerações para reafirmar laços identitários, cosmológicos e territoriais.

### Distribuição espacial interna
A distribuição dos sepultamentos e estruturas de combustão dentro da Trincheira 18 revela um padrão de ocupação ordenado. A sobreposição parcial de enterros, a reutilização de certas áreas e a ausência de distúrbios maiores nos perfis estratigráficos indicam que os ocupantes possuíam um conhecimento acurado da localização dos enterramentos anteriores, sugerindo memória coletiva e organização espacial consciente.

## Ocupação e cronologia
A ocupação do Sítio Arqueológico Jabuticabeira II é uma das mais bem documentadas do litoral brasileiro em termos de datação absoluta. Com base em 46 datações de radiocarbono (¹⁴C) realizadas em diversos materiais — como carvão vegetal, ossos humanos e conchas —, os pesquisadores estabeleceram uma cronologia que compreende aproximadamente 1.000 anos de uso contínuo, entre cerca de 3200 e 1500 anos antes do presente (cal BP), ou seja, entre aproximadamente c. 1280 a.C. e 450 d.C.
Essa longa permanência no mesmo local demonstra que o Jabuticabeira II não foi um espaço de ocupação efêmera, mas sim um centro funerário permanente, onde práticas simbólicas, rituais e formas de interação com a paisagem foram mantidas e reiteradas ao longo de séculos por diferentes gerações. Segundo Bianchini et al. (2011), essa estabilidade temporal é reforçada por padrões estratigráficos bem preservados e por repetições rituais que indicam continuidade cultural.
A sucessão de camadas com funções específicas — algumas funerárias, outras de cobertura — mostra que o sítio foi estruturado com base em um modelo recorrente de ação social, em que a morte era inserida dentro de um calendário e de uma cosmologia própria. A presença de camadas de cobertura entre os episódios funerários indica momentos de interrupção planejada, talvez respeitando ritmos sazonais, intervalos rituais ou até limites populacionais internos para o uso do espaço.
Do ponto de vista arqueológico, esse tipo de ocupação longa e segmentada é considerado um indicador de territorialidade e construção identitária. O uso prolongado do mesmo espaço como cemitério sugere uma profunda relação simbólica com o local, possivelmente como parte da memória coletiva do grupo. A recorrência de certos elementos em sepultamentos — como a presença de fogueiras e materiais vegetais específicos — sugere transmissão intergeracional de práticas culturais funerárias.

## Práticas funerárias e cosmologia
As práticas funerárias no Jabuticabeira II refletem uma cosmologia integrada, onde a morte, o fogo, a terra, os alimentos e os vegetais participavam de rituais estruturados e repetitivos. A associação entre os corpos e os elementos materiais indica elaboração simbólica complexa. Segundo os dados de Bianchini et al. (2011), as sepulturas eram acompanhadas por: Fogueiras estruturadas, compostas por carvão, madeira queimada e coquinhos; Deposição de restos alimentares, como ossos de peixes e moluscos, provavelmente resultado de festins; Estacas cravadas no solo, possivelmente com função simbólica ou para suporte de estruturas efêmeras; e Materiais botânicos selecionados, sobretudo de Lauraceae e Myrtaceae, utilizados intencionalmente nos rituais.
Esses elementos demonstram que os sepultamentos eram acompanhados por ações complexas e reiteradas, não apenas funcionais, mas expressões rituais coletivas. O fogo, nesse contexto, parece atuar como mediador entre os mundos dos vivos e dos mortos — uma ferramenta de transformação simbólica.
A repetição das práticas em camadas sucessivas indica transmissão cultural sólida e reforça a ideia de que o sambaqui funcionava como um memorial coletivo, onde se consolidavam a identidade social e a territorialidade do grupo.
Outro elemento fundamental é a repetição espacial e estratigráfica dos rituais. A sobreposição ordenada de sepultamentos e camadas de cobertura mostra que havia um conhecimento intergeracional sobre a disposição dos corpos e das estruturas anteriores, o que implica em memória cultural e transmissão de saberes rituais. Essa persistência reforça a ideia de que o sambaqui era um local central para a reprodução da vida social, espiritual e identitária dos grupos ali instalados.
A cosmologia refletida no Jabuticabeira II não pode ser entendida apenas como "culto aos mortos", mas sim como um sistema de relação com a paisagem, com o tempo e com os recursos naturais. O sítio inteiro atua como memorial coletivo, onde os corpos, as conchas, o carvão e a terra escura são materializações concretas de práticas sociais com valor simbólico. Em síntese, as práticas funerárias no Jabuticabeira II indicam:
- Uma concepção integrada entre morte, território e natureza.
- A presença de uma liturgia ritual associada a fogo, alimentação e vegetais.
- A existência de códigos sociais para organização do espaço funerário.
- A transmissão de tradições rituais ao longo de séculos.

Essas características fazem do sítio um testemunho arqueológico de complexidade simbólica, que desafia visões reducionistas sobre os povos sambaquieiros e reforça sua importância como sujeitos históricos.

## Uso ritual de vegetais: o que mostram os carvões
A análise antracológica do Jabuticabeira II revelou mais de 110 espécies vegetais, com predominância das famílias Myrtaceae e Lauraceae. Os dados mostram que:
- As espécies vegetais eram selecionadas de forma não aleatória;
- Coquinhos carbonizados aparecem frequentemente em contextos funerários, associados a conchas;
- Estacas de madeira com alta incidência de Lauraceae sugerem intencionalidade na escolha;
- Ramos finos eram usados nas fogueiras, indicando cuidado no preparo do fogo cerimonial.

A diversidade vegetal nos contextos funerários foi maior do que nas camadas domésticas, o que sugere seleção intencional de plantas para uso cerimonial.

## Paleoambiente e território ocupado
Durante sua ocupação, o Jabuticabeira II situava-se em uma restinga litorânea próxima a ecossistemas de Mata Atlântica, rica em biodiversidade. A vegetação era semelhante à atual, sugerindo estabilidade ecológica da paisagem. As populações sambaquieiras faziam uso extensivo de recursos vegetais, não só para alimentação, mas também como elementos simbólicos e estruturais nos rituais.

## Relevância social e arqueológica
O Jabuticabeira II é um dos mais importantes testemunhos da complexidade social dos grupos pré-históricos do litoral brasileiro. O sítio evidencia:
- A existência de rituais funerários elaborados e estruturados;
- A seleção consciente de recursos vegetais e faunísticos com fins simbólicos;
- A organização coletiva para a manutenção e expansão de estruturas cerimoniais.

Essas evidências contrastam com visões simplificadas dos povos sambaquieiros, mostrando que suas sociedades eram territorializadas, simbólicas, técnicas e socialmente sofisticadas.

## Importância para a arqueologia brasileira
O Jabuticabeira II tornou-se um sítio-modelo para o estudo dos sambaquis, por reunir: Estado de conservação excepcional; Série ampla e precisa de datações radiocarbônicas; Abundância de vestígios orgânicos e vegetais; e Contribuições relevantes para a arqueologia funerária, antracológica e da paisagem.
As investigações no local fundamentam novas abordagens interdisciplinares, como a Antracologia ritual, a Etnobotânica arqueológica e os estudos de paleoidentidade. Trata-se de um sítio central para compreender os modos de vida, morte e memória no Brasil pré-colonial.